# Dżannat al-Kura
Dżannat al-Kura (arab. جنة القرى) – wieś w Syrii, w muhafazie Idlib. W 2004 roku liczyła 595 mieszkańców.